# Paeroa
Paeroa est une petite localité située, dans le district de Hauraki de la région Waikato, dans l’Île du Nord de la Nouvelle-Zélande.

## Situation
Elle est localisée dans le nord de la région de Waikato dans la Vallée de Thames (en), au pied de la Péninsule de Coromandel.
Elle est très proche de la jonction entre le fleuve Waihou et la rivière Ohinemuri, à 20 kilomètres de la côte au niveau de la baie de Firth of Thames.
Elle est située à l'intersection de la route State Highways 2 (en) et de la route  State Highways 26 (en), Paeroa est un centre de service pour le district de Hauraki, la ville étant un arrêt à mi-chemin pour ceux, qui se déplacent entre la cité d’Auckland et celle de Tauranga ou de Rotorua.
‘Paeroa’ est donc à l'entrée sud de la Péninsule de Coromandel, la porte d'entrée est vers la Baie de l'Abondance étant les gorges de Karangahake.

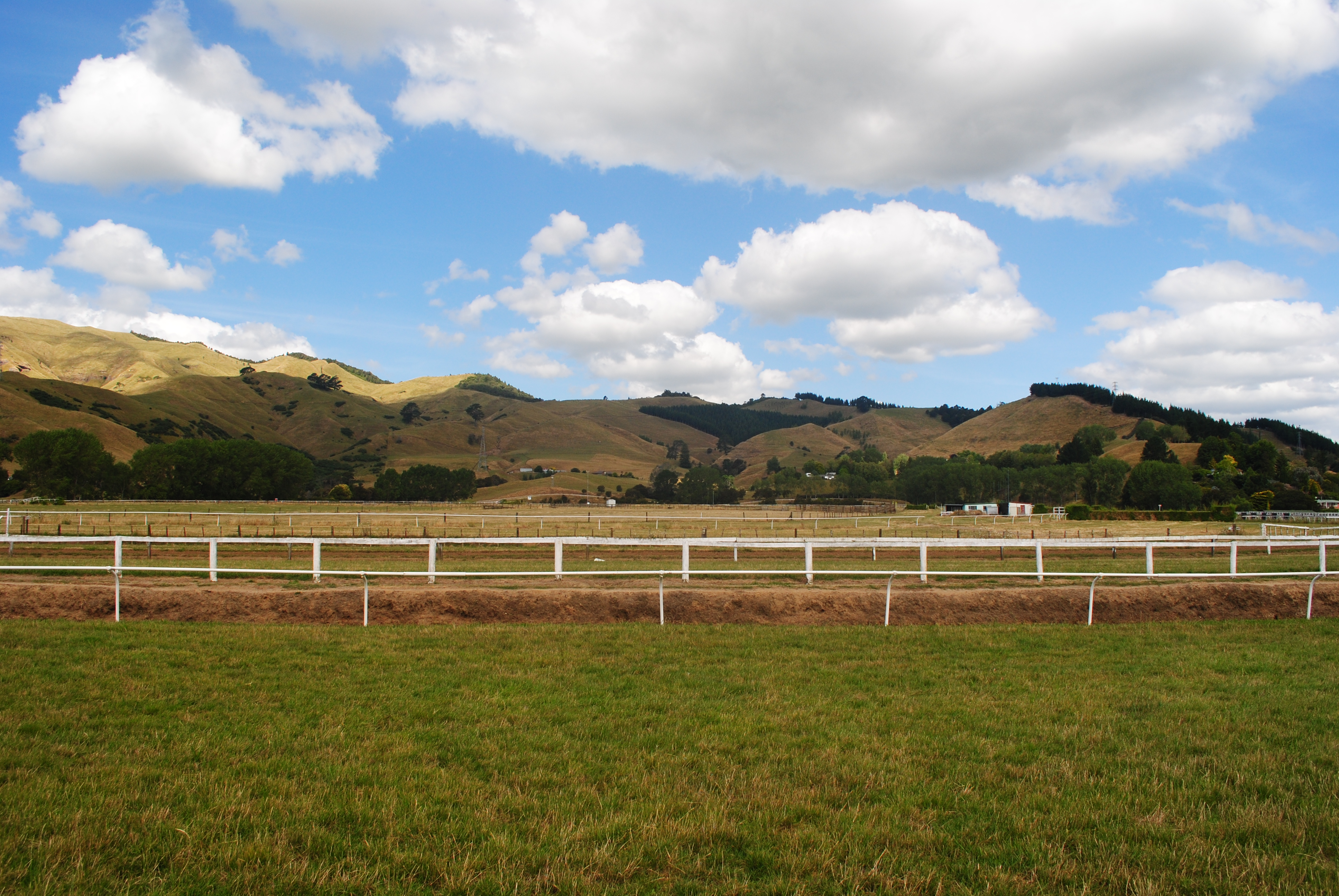
Une vue de la région rurale entourant la ville de Paeroa

## Population
Paeroa avait une population de 4269 résidents lors du recensement de 2018, une augmentation de 471 personnes (12,4) depuis le recensement de 2013, et une augmentation de 378 résidents (9,7%) depuis le recensement de 2006.
Il y avait 1836 hommes et 2052 femmes en 2013. 75,5 % étaient d’origine européenne /Pākehā, 31,3 % étaient Maoris, 3,4 % venaient des peuples du Pacifique et 2,6 % étaient originaires d’Asie.

## Caractéristiques
La ville de Paeroa est connue pour ses eaux de source, qui sont utilisées pour fournir l’eau pour la fabrication d’un soda local nommé Lemon & Paeroa (en), appartenant au groupe Coca-Cola .

## Histoire
Le Capitaine James Cook explora le fleuve Waihou en 1779, prenant une pirogue pour remonter jusqu’à Netherton, juste à un couple de miles de l'endroit où fut construite la ville de Paeroa cent ans plus tard.
La zone fut brièvement explorée en octobre 1826, par le capitaine James Herd, aux commandes des vaisseaux ; le Lambton et l’Isabella (ou Rosanna).
Herd était envoyé en mission d’exploration par la première organisation connue sous le nom de Compagnie de Nouvelle-Zélande et prétendit avoir acheté un million d’acres (soit 4 000 km2) de terres aux Māori locaux dans le secteur de Hokianga et Manukau City.
En 1869, anticipant la ruée vers les champs aurifères d'Ohinemuri Goldfields, un nombre considérable de mineurs campèrent à Cashell’s Landing "Puke".
En 1870, Asher Casserels, un Lituanien, loua le bloc des terres connu sous le nom de Paeroa aux Maoris.
Ceci comprenait Primrose Hill et la plus grande partie de ce qui est maintenant le centre-ville de Paeroa.
Quand James Mackay (en) et Sir David McLean (Ministre des Mines) terminèrent les négociations six ans plus tard avec les chefs Maoris Tukukino, le champ de Taraia fut déclaré ouvert.
600 mineurs se ruèrent vers les gorges de Karangahake, considérées comme étant l'El Dorado, le 3 mars 1875.
Une ébauche de ville en toile de 1600 personnes avec environ 20 magasins et en particulier un magasin de vente d’alcools s'établirent dans le secteur.
Les importants filons aurifères comme « Talisman » et « Crown » furent découverts mais s'avérèrent difficiles à exploiter.
Les lourdes machines nécessaires pour extraire le quartz solide durent être apportées par le fleuve Waihou et remontées jusqu'à Paeroa.
Le fleuve était la voie d’accès mais quand la Northern Steamship Company associée avec son concurrent arrivèrent, les quais à proximité de la Bank of New Zealand et Wharf Street durent être déplacés de deux miles (soit 3 km) en aval en 1892 et finalement juste en dessous du pont de Puke du fait de l'envasement lié au fonctionnement des mines.

## Accès
Étant la seule voie de transport avec les deux compagnies de transport par bateaux, qui y fonctionnaient, Paeroa devint ainsi un centre florissant de transport et de distribution des denrées et matériels.
Une activité intense de fret se développa avec les quatre bateaux, qui circulaient régulièrement d’Auckland vers la ville de Thames pour remonter ensuite vers Paeroa.
La ligne de chemin de fer de la branche de Thame (en) atteint la ville en 1881 au niveau de la gare de Paéroa (en), et graduellement les bateaux laissèrent la place à la traction à vapeur, qui à son tour, laissa la place au transport routier.
Les travaux sur la ligne Paeroa–Pokeno (en) commencèrent en 1930 mais peu de choses, furent réalisées et le projet fut abandonné.
A la fin de l'année 1928, le fleuve Waihou était toujours navigable pour les plus gros bateaux sur tout le trajet en en remontant jusqu'à la ville et le pont de Kopu (en) fut dès lors construit sous forme d’un pont tournant.
Quand la « Brenan and Company », le plus important opérateur de wagons et de chevaux se déplaça pour assurer le camionnage, ils achetèrent la compagnie de bateaux à vapeur et donnèrent le nom à leurs camions, que rappelait la rivière: ‘Puke’, ‘Waimarie’ et ‘Taniwha’ furent toujours peints sur les camions « Ford » ou « New International », qui entrèrent dans leur flotte de camions.
Quand l'opérateur de transport « Sarjant » fut amalgamé avec « Brenan », un important centre de camions se développa au niveau de Paeroa.
Comme le service de passagers par le rail diminuait, Paeroa perdit finalement sa connexion de chemin de fer et ainsi la ville revint à ses débuts pour ses besoins pour les fournitures et le transport vers la localité d’Hauraki et le reste du district.
Les oscillations dans le temps ont permis à la ville de se développer puis de régresser plusieurs fois.

## Lemon & Paeroa
Main Article: Lemon & Paeroa (en)

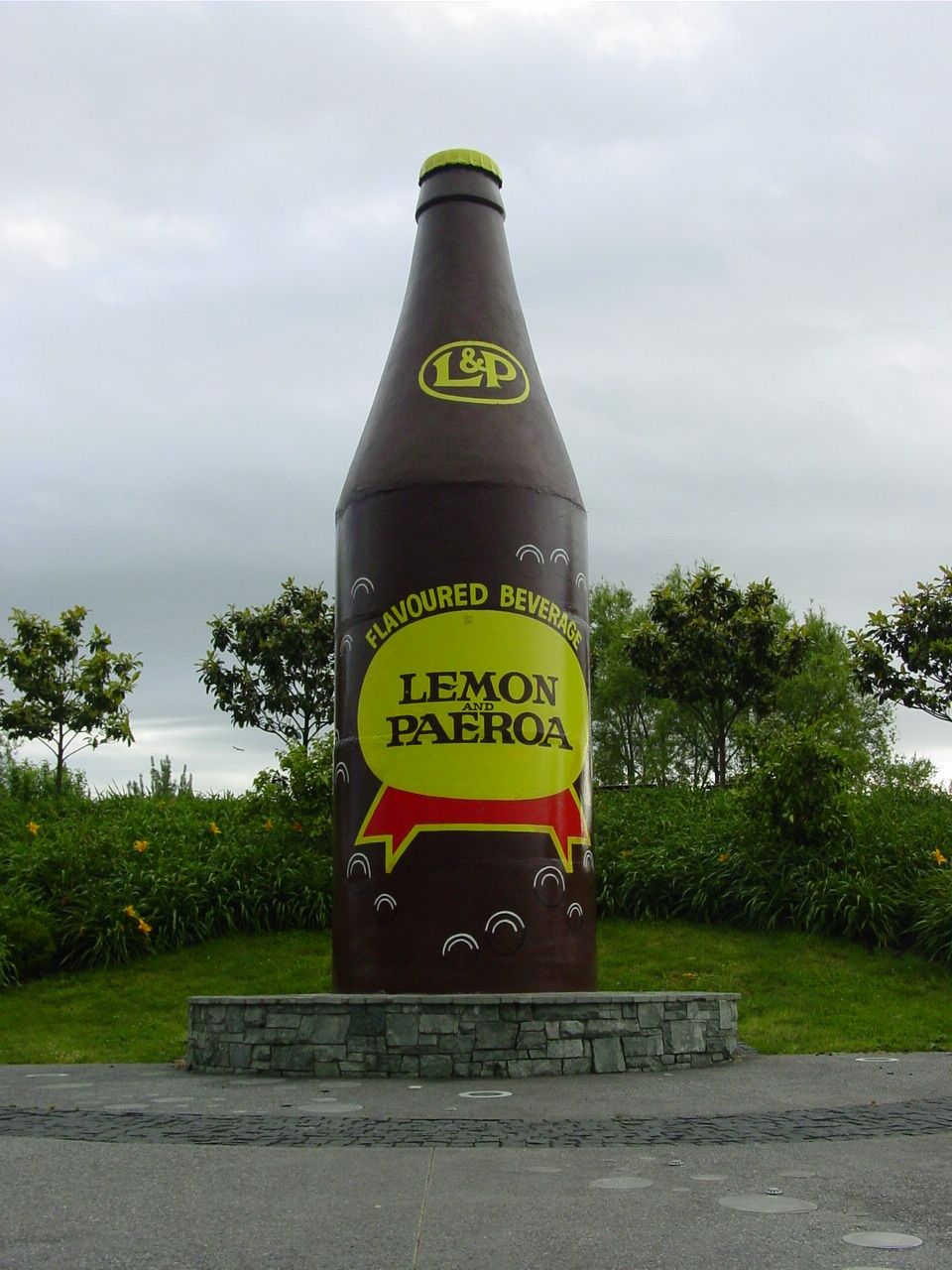
La bouteille Géant L&P à Paeroa

Paeroa est bien connue pour ses sodas de la marque Lemon & Paeroa ou L&P, produits initialement dans la ville.
Les sodas étaient fabriqués à l’origine avec des citrons et de l’eau riche en carbone minéral de Paeroa.
Aujourd’hui “ L&P” est la propriété de la société Coca-Cola et est fabriqué sur les mêmes lignes de production que les autres produits de la marque ‘Coca-Cola’ vendus en Nouvelle-Zélande.
Une grande bouteille “L&P” siège sur la rue principale est comme une marque de fabrique dans la ville de Paeroa.
En 1994, L&P installa une série d'avertissements basés autour de Paeroa.
Ces indications se dressent en plusieurs endroits de la ville pointant que la ville est fameuse pour cette boisson: par exemple, l’un de ceux-ci, se dresse devant un bungalow des années 1930, avec le commentaire "Elle n’est pas réputée pour ses mentions à Hollywood ".
À la fin de chaque avertissement un groupe de personnes pouvait terminer en disant "Mais c'est fameux" en pointant vers la marque de la bouteille L&P situé à l'arrière-plan.
Les avertissements peuvent aussi se terminer avec l’inscription ‘L&P World Fameux en Nouvelle-Zélande’.
Il y avait trois avertissements séparés utilisant tous la chanson Counting the Beat (en) par le groupe des The Swingers (en),,.
Les éléments caractéristiques du paysage dans la ville concernés comprennent le « pont de Harbour Bridge » (un petit pont à voie unique), brillamment éclairé, un hôtel luxueux (un motel local), des magasins branchés (en particulier un magasin «Op Shop (en) ») ainsi qu’un Opéra (situé au dos de l’hôtel de ville).

## Raffinerie d’Or de la Banque Nationale
Un bâtiment historique de Paeroa, dans le centre de la ville, est l’ancienne raffinerie d’or de la Banque Nationale de Nouvelle-Zélande construit en 1914 et située dans Willoughby Street. L’immeuble est maintenant une maison privée et un bureau masqué de la vue au niveau de la rue par une barrière de fougères arborescentes de type Cyathea dealbata ou fougère arborescente de type ponga ou silver stern.
En 1911, la Banque National avait formé une joint-venture avec la « New Zealand Mining Trust » et la banque acheta une section avec une façade de 97 pi (29,5656 m) sur une profondeur de 125 pi (38,1 m) dans 'Arthur Street' (maintenant 'Willoughby Street') pour 200 pounds.
En février 1914, un bâtiment en ferrociment de 80 pi (24,384 m) par 40 pi (12,192 m), avec un toit en métal et une cheminée de 40 pieds (12,192 m) de haut fût terminé.
À l'intérieur était située la chambre de raffinage principale, deux bureaux de certification de la qualité des métaux précieux, une pièce de pesée, une pièce pour le comptage, la pièce pour la machine de la dynamo, deux chambres pour les officiers de permanence, une salle d'attente et une salle de bain.
Détaché du bâtiment principal, il y avait un magasin de stockage et une soute à charbon.

## Évènements
Paeroa est connu comme la Capitale des évènements de Coromandel, ayant ainsi une réputation nationale en particulier pour les courses de chevaux.
Mais le terrain « horse track » fut fermé en 2014.
Février est un mois riche en évènements au niveau de la ville de Paeroa avec la course de motos nommée ‘Battle of the Streets’ (en) et un évènement nommé « Pipe Band Tattoo », qui attirent les participants en foules venant de partout en Nouvelle-Zélande et même d'outremer.

## Éducation
- Le « Paeroa College » est une école secondaire (allant de l’année 9 à 13) avec un taux de décile de 2 et un effectif de 244 élèves[9]. Le Collège ouvrit le 5 février 1958[10], qui remplaça le « Paeroa District High School », qui avait fonctionné à partir 1902[11].
- Les écoles de « Paeroa Central School » et de « Miller Avenue School », sont des écoles primaires complètes, allant de l'année 1 à 8, avec un taux de décile de 1 et 2, et avec respectivement un effectif de 96 élèves et de 150 élèves[12],[13].
- La « Goldfields School » est école une spéciale dite « centre de ressources du secteur », qui reçoit des enfants âgés de 5 à 21 ans[14]. Elle a un taux de décile de 3 et un effectif de 51 élèves[15].
- L’école catholique « St Joseph's de Paeroa », est une école primaire complète allant de l'année 1 à 8, intégrée au service public, avec un taux de décile de 4 et un effectif de 50 élèves[16]. L'école fut fondée en 1900[17].
- L’école « Paeroa Christian School », est une école assurant tout le primaire (allant de l'année 1 à 8), intégrée au public avec un taux de décile de 3 et un effectif de 46 élèves[18]. L'école fut fondée en 1987 avec le support des églises évangéliques locales[19].

Toutes ces écoles sont mixtes.